# Iris Mora
Iris Mora (22 de setembro de 1981) é uma ex-futebolista mexicana que atuava como atacante.

## Carreira
Iris Mora representou a Seleção Mexicana de Futebol Feminino, nas Olimpíadas de 2004. 